# Борис Давидов
Борис Владимирович Давидов (на руски: Борис Владимирович Давыдов) е руски хидрограф-геодезист, изследовател на Арктика и моретата в Североизточна Азия.

## Ранни години (1884 – 1910)
Роден е през 1884 година. По време на Руско-японската война (1904 – 1905) служи във военноморския флот на Руската империя. През 1906 постъпва в хидрографския отдел на Морската академия, през 1910 се дипломира и за кратко време работи в обсерваторията в Пулково.

## Изследователска дейност (1910 – 1924)

### Участие в експедицията на Борис Вилкицки (1910)
През 1910, като командир на хидрографския кораб „Таймир“, участва в експедицията на Борис Вилкицки в Тихия океан. Определя координатите на редица пунктове по крайбрежието от нос Дежньов до устието на река Колима и след като са обработени събраните данни е издадена лоция на картирания бряг.

### Хидрографска експедиция в Тихия океан (1913 – 1919)
През 1913 е назначен за началник на хидрографска експедиция в Тихия океан, която експедиция до 1919 заснема и картира цялото крайбрежие на Охотско море и започва картиране бреговете на Берингово море, но Гражданската война в Далечния Изток възпрепятства по-нататъшната му дейност.
В края на войната, на основата на събраните материали (1500 страници), през 1923 година е издадена „Лоция на крайбрежието на РСФСР, Охотско море и източните брегове на п-ов Камчатка“.

### Експедиция до о-в Врангел (1924)
След установяването на Съветска власт в Далечния изток Давидов е назначен за началник на Управлението за безопасността на корабоплаването в Далечния изток. През 1924 е назначен за ръководител на експедиция на ледоразбивача „Червения Октомври“ изпратена към остров Врангел във връзка с претенциите на Канада и САЩ върху острова на Арктика. На 20 август 1924 година, в тържествена обстановка, Давидов издига съветския флаг на острова. Три дни „Червения Октомври“ плава на запад покрай южния бряг на острова и открива един канадец и 13 ескимоси, оставени там за да събират ценни животински кожи. Давидов конфискува цялото им имущество, а хората са арестувани и обвинени в бракониерство. На 23 август корабът се отправя към континента, на 6 октомври преминава през Беринговия проток, а на 23 октомври се завръща във Владивосток.

## Последни години (1924 – 1925)
Една година след завръщането си от о-в Врангел умира на 30 септември в Ленинград на 41-годишна възраст. В официалния некролог е наречен „един от най-големите изследователи на Изтока и Североизтока“.

## Памет
Неговото име носят:
- залив Давидов (76°39′ с. ш. 95°39′ и. д. / 76.65° с. ш. 95.65° и. д.) на Карско море, на северното крайбрежие на остров Добриня Никитич, в архипелага Норденшелд;
- залив Давидов (70°54′ с. ш. 179°17′ з. д. / 70.9° с. ш. 179.283333° з. д.) на Чукотско море, на южното крайбрежие на остров Врангел;
- нос Давидов (68°35′ ю. ш. 154°31′ и. д. / 68.583333° ю. ш. 154.516667° и. д.) на Брега Джордж V в Антарктида;
- нос Давидов (79°11′ с. ш. 103°38′ и. д. / 79.183333° с. ш. 103.633333° и. д.) на североизточния бряг на остров Болшевик в архипелага Северна земя;
- нос Давидов на Японско море, на брега на залива Чихачов.

## Трудове
- „Определение долгот по азимутам луны универсальным инструментом“, „Записки по гидрографии“, СПб, 1912.
- „Материалы для изучения Сев. Ледовитого океана от мыса Дежнева до р. Колымы (материалы по лоции)“, СПб, 1912.
- „Некоторые практические указания при работах по съёмке берегов“, „Записки по гидрографии“, П., 1916.
- „Лоция побережий РСФСР Охотского моря и Восточного берега полуострова Камчатки с островом Карагинским включительно, Владивосток“, 1923.
- „В тисках льда. Плавание канлодки „Красный Октябрь“ на остров Врангеля“, Л., 1925.